# Acid Memories
Acid Memories — другий неофіційний альбом шотландського електронного гурту Boards of Canada, випущений у 1989 році обмеженим касетним тиражем.
Як є типовим для ранніх альбомів гурту, Acid Memories був власноруч записаний учасниками гурту на аудіокасети, і розповсюджувався лише серед друзів та родичів гурту. У статті Річарда Сазерна для журналу Jockey Slut 1998 року стверджувалося, що гурт Boards of Canada на момент запису цього альбому мав шість учасників, і що основне звучання альбому — суміш гітар і електроніки.
Альбом не перевидавався з 1989 року та не видавався офіційно; у широкому доступі в мережі інтернет опинилися лише 24-секундний фрагмент першої композиції, «Duffy», що був опублікований на шотландському сайті EHX у кінці 1990-х, список композицій, та обкладинка альбому.
Як і з більшістю ранніх альбомів Boards of Canada, у мережі інтернет можна знайти велику кількість музики, яку видають за композиції з Acid Memories, але лише фрагмент композиції «Duffy» є автентичним і отриманим з джерел, повʼязаних з гуртом. Решта альбому не зʼявлялася в широкому доступі.

## Список композицій
1. «Duffy» — 2:18
2. «Growing Hand» — 4:55
3. «Petina» — 4:49
4. «Stry Craty Bya» — 8:03
5. «Helter Skater» — 6:13
6. «Echo The Sun» — 6:26